# Hémianopsie latérale homonyme

Schéma des voies visuelles.

Pour les articles homonymes, voir HLH.
L'hémianopsie latérale homonyme (HLH) est une hémianopsie dans laquelle la perte du champ visuel se situe du côté opposé à la lésion l'ayant entraînée. Une lésion à droite entraîne donc une HLH à gauche, et inversement.
Elle est dite homonyme car le champ visuel perdu est du même côté pour les deux yeux.
Elle est dite latérale car le champ visuel affecté est soit le côté latéral droit, soit le côté latéral gauche.
La lésion en cause se situe en arrière du chiasma optique, au niveau du cortex visuel primaire (V1).